# Linea Agatsuma
La linea Agatsuma è una linea ferroviaria locale che si trova nella prefettura di Gunma, in Giappone, ed è parte della East Japan Railway Company. Segue più o meno il corso del fiume Agatsuma (da cui prende il nome). È stata inaugurata nel 1945, ma andava dalla stazione di Shibukawa fino alla fermata di Naganohara- Kusatsu. La successiva sezione è stata aperta nel 1971. La stazione più recente è quella di Onogami-Onsen, inaugurata nel 1992.

## Stazioni
| Stazione                | Stazione     | Distanza          | Distanza        | Collegamenti         | Località        | Località              | Località            |
| Rōmaji                  | Giapponese   | Distanza interst. | Distanza totale | Collegamenti         | Località        | Località              | Località            |
| ----------------------- | ------------ | ----------------- | --------------- | -------------------- | --------------- | --------------------- | ------------------- |
| Shibukawa               | 渋川         |                   | 0.0             | JR East Linea Jōetsu | Shibukawa       | Shibukawa             | Prefettura di Gunma |
| Kanashima               | 金島         | 5.5               | 5.5             |                      | Shibukawa       | Shibukawa             | Prefettura di Gunma |
| Ubashima                | 祖母島       | 2.2               | 7.7             |                      | Shibukawa       | Shibukawa             | Prefettura di Gunma |
| Onogami                 | 小野上       | 4.2               | 11.9            |                      | Shibukawa       | Shibukawa             | Prefettura di Gunma |
| Onogami-Onsen           | 小野上温泉   | 1.8               | 13.7            |                      | Shibukawa       | Shibukawa             | Prefettura di Gunma |
| Ichishiro               | 市城         | 2.3               | 16.4            |                      | Nakanojō        | Distretto di Agatsuma | Prefettura di Gunma |
| Nakanojō                | 中之条       | 3.4               | 19.8            |                      | Nakanojō        | Distretto di Agatsuma | Prefettura di Gunma |
| Gunma-Haramachi         | 群馬原町     | 3.1               | 22.9            |                      | Higashiagatsuma | Distretto di Agatsuma | Prefettura di Gunma |
| Gōbara                  | 郷原         | 3.4               | 26.3            |                      | Higashiagatsuma | Distretto di Agatsuma | Prefettura di Gunma |
| Yagura                  | 矢倉         | 1.7               | 28.0            |                      | Higashiagatsuma | Distretto di Agatsuma | Prefettura di Gunma |
| Iwashima                | 岩島         | 5.5               | 30.5            |                      | Higashiagatsuma | Distretto di Agatsuma | Prefettura di Gunma |
| Kawarayu-Onsen          | 川原湯温泉   | 5.9               | 36.4            |                      | Naganohara      | Distretto di Agatsuma | Prefettura di Gunma |
| Naganohara-Kusatsuguchi | 長野原草津口 | 5.9               | 42.3            |                      | Naganohara      | Distretto di Agatsuma | Prefettura di Gunma |
| Gunma-Ōtsu              | 群馬大津     | 2.2               | 44.5            |                      | Naganohara      | Distretto di Agatsuma | Prefettura di Gunma |
| Haneo                   | 羽根尾       | 2.2               | 46.7            |                      | Naganohara      | Distretto di Agatsuma | Prefettura di Gunma |
| Fukurogura              | 袋倉         | 2.9               | 49.6            |                      | Tsumagoi        | Distretto di Agatsuma | Prefettura di Gunma |
| Manza-Kazawaguchi       | 万座・鹿沢口 | 2.9               | 52.5            |                      | Tsumagoi        | Distretto di Agatsuma | Prefettura di Gunma |
| Ōmae                    | 大前         | 3.1               | 55.6            |                      | Tsumagoi        | Distretto di Agatsuma | Prefettura di Gunma |